# 实现有组织革命行动运动统一倾向
实现有组织革命行动运动统一倾向（西班牙語：Tendencias Unificadas Para Alcanzar el Movimiento de Acción Revolucionaria Organizada），简称图帕马罗（Tupamaro），是委内瑞拉的一个共产主义政党。该党成立于1992年，起源于1979年成立的“革命工人运动”，与活跃于1960年代—1970年代的乌拉圭城市游击队“图帕马罗斯”并无关系。该党的政治立场是极左翼。该党的总部位于加拉加斯。据说该党曾与哥伦比亚革命武装力量—人民军有联系。